# 萊佩西夫卡
49°58′15″N 26°13′54″E / 49.97083°N 26.23167°E
萊佩西夫卡（羅馬化：Lepesivka）是位於烏克蘭西部的村落，隸屬赫梅利尼茨基州的舍佩蒂夫卡區。該村面積0.24平方公里，海拔高度248米，2001年人口為848人，人口密度每平方公里3,475.4人。